# Liste der Monuments historiques in Rountzenheim-Auenheim
Die Liste der Monuments historiques in Rountzenheim-Auenheim führt die Monuments historiques in der französischen Gemeinde Rountzenheim-Auenheim auf.

## Liste der Bauwerke
| Bezeichnung                            | Beschreibung                             | Standort                              | Kennzeichnung | Schutzstatus | Datum | Bild           |
| -------------------------------------- | ---------------------------------------- | ------------------------------------- | ------------- | ------------ | ----- | -------------- |
| Kirche Ste-Croix und Kreuzigungsgruppe | Simultankirche, von 1779 bis 1781 erbaut | Rountzenheim, rue de la Mairie (Lage) | PA00084919    | Inscrit      | 1934  | weitere Bilder |